# Saratovska oblast
Saratovska oblast je oblast u Rusiji. Središte oblasti je Saratov.